# 2012年義大利公開賽
2012年義大利公開賽于2012年5月14日至5月21日在義大利羅馬舉行，是一項男女合辦的賽事，在ATP也稱羅馬大師1000賽，場地為室外紅土，爲第69屆賽事，在ATP為大師1000系列賽；在WTA為四項女子皇冠明珠賽之一。

## 冠軍

### 男子單打
拉斐爾·納達爾 擊敗  諾瓦克·喬科維奇（7–5、6–3）
- 這是納達爾今年第3座冠軍，也是生涯第49座冠軍。

### 女子單打
瑪麗亞·莎拉波娃 擊敗  李娜（4–6、6–4、7–65）
- 這是莎拉波娃今年第2座冠軍，也是生涯第26座冠軍。

### 男子雙打
馬塞爾·格拉諾勒斯 /  馬克·洛佩斯 擊敗  盧卡斯·古博特 /  揚科·蒂普薩雷維奇（6–3、6–2）

### 女子雙打
薩拉·埃拉尼 /  羅貝塔·文西 擊敗  葉卡捷琳娜·馬卡洛娃 /  葉連娜·韋斯寧娜（6–2、7–5）

## 外部連結
- 官方網站